# When I Grow Up (To Be a Man)
«When I Grow Up (to Be a Man)» es una canción escrita por Brian Wilson y Mike Love para el grupo The Beach Boys. Fue publicada en el álbum The Beach Boys Today!, la canción llegó al número n.º 9. También fue editado como sencillo en 1964 con "She Knows Me Too Well" en el lado B.

## Composición
En noviembre de 1969, el padre Murry Wilson vendió los derechos de autor a las canciones de la editorial Sea of Tunes a Irving Almo por aproximadamente 700.000 dólares. Muchos años más tarde en abril de 1992, justo después de que Brian Wilson había ganado un juicio y recuperó muchos de los derechos de autor de sus canciones, Mike Love presentó una demanda contra Brian reclamando que no le habían dado el crédito, y por lo tanto no había recibido regalías, sobre más de treinta canciones. Una de estas canciones era "When I Grow Up (To Be A Man)". Al principio el crédito era únicamente para Brian Wilson, pero Mike Love demandó que él había contribuido en la escritura del argumento. Mike Love ganó el juicio y el crédito.

## Grabación
La canción fue grabada en más de dos sesiones en 1964 en Western Recorders. La parte instrumental fue probablemente grabada el 5 de agosto con la voz siendo sobre-doblada cinco días más tarde el 10 de agosto. La parte instrumental, fue arreglada por Brian Wilson, figura Carl Wilson en guitarra rítmica y en voz principal; Al Jardine en guitarras de bajo eléctricas; Brian Wilson en piano acústico y clavicordio; Carrol Lewis en armónica, y Dennis Wilson en batería. La canción tiene de igual a Brian Wilson y Mike Love en la voz principal con el coro por Carl y Dennis Wilson, Mike Love y Al Jardine.

## Publicación
La canción primero apareció en The Beach Boys Today! de 1965, como en Best of The Beach Boys Vol. 2 de 1967, en Spirit of America de 1975, en 20 Golden Greats de 1976, en Made in U.S.A. de 1986, en Summer Dreams de 1990, en el exitoso box set Good Vibrations: Thirty Years of The Beach Boys 1993 esta mezcla remarca la grabación instrumental en un canal y la grabación vocal sobre otro canal que permite al oyente para oír la complejidad tanto de la parte instrumental como de la vocal, en una compilación de 1999 The Greatest Hits - Volume 2: 20 More Good Vibrations, en The Very Best of The Beach Boys de 2001, en la selección de clásicos por Brian Wilson Classics selected by Brian Wilson de 2002, en el exitoso compilado Sounds of Summer: The Very Best of The Beach Boys de 2003, en Platinum Collection: Sounds of Summer Edition de 2005 y en el box que junta todos los sencillos del grupo U.S. Singles Collection: The Capitol Years, 1962-1965 de 2008, en el álbum doble Fifty Big Ones: Greatest Hits de 2012, y en el box Made in California de 2013, 

### En vivo
Durante el primer viaje británico de The Beach Boys en 1964, ellos interpretaron esta canción así como también "I Get Around" en su primera aparición televisiva en Gran Bretaña en Ready Steady Go!.
Fue interpretada en vivo en su gira por sus cincuenta años y apareció en el álbum Live – The 50th Anniversary Tour de 2013.